# Monte Maggiore (Colline Livornesi)
Il Monte Maggiore è la seconda vetta delle Colline livornesi, e la prima nella regione centrale. Con un'altezza superiore ai 400 metri sul livello del mare (cosa che avviene di rado su queste colline), è superato solamente dal Poggio Lecceta, situato presso la frazione livornese della Valle Benedetta. La vetta è raggiungibile attraverso la via Provinciale della Valle Benedetta e la via della Fociarella venendo in auto, prendendo poi il sentiero presso la località Fociarella (326 m) e Le Sorgenti (354 m). Si può raggiungere anche percorrendo a piedi il sentiero 00.
Dal Monte Maggiore nasce il famoso Rio Ardenza, a trecento metri sul livello del mare. Il corso d'acqua, passante per l'omonimo quartiere, è tra i più lunghi sfocianti nel comune di Livorno. Nell'altro versante, accanto al vicino rialzo del Poggio alle Fate (365 m), si trovano le sorgenti dei torrenti Morra e Rio Savalano, sfocianti a loro volta nel Torrente Tora e nel fiume Fine.
Nei pressi si trova il paese di Colognole, dal quale si origina l'importante Acquedotto Lorenese, realizzato sul finire del XVIII secolo per l'approvvigionamento idrico di Livorno.

## Altre cime
- Poggio delle Fate, 365 m.
- Poggio Ginepraia, 342 m.
- Poggio Gabbruccio, 247 m.